# 納扎列
納扎列（斯洛維尼亞語： 發音：[ˈnaːzaɾjɛ]）是斯洛維尼亞北部薩維尼亞河和德雷塔河交匯處的一個城鎮。它是納扎列市鎮最大的城鎮及行政中心。傳統上它屬於下施蒂里亞地區，現在包括在薩維尼亞統計區中。
該聚居地的名字源自獻給拿撒勒的瑪麗的修道院教堂。它旁邊是17世紀的方濟會修道院。附近是 Vrbovec 城堡，它最初是一座12世紀的建築，經過16世紀的改造。它在第二次世界大戰中被大火嚴重損壞。它在1988年至1992年間由當地林業協會修復，現在是林業和木工博物館。

## 外部連結
- 维基共享资源上的相關多媒體資源：納扎列
- Nazarje on Geopedia （页面存档备份，存于）